# Tahar Tamsamani
Tahar Tamsamani (in arabo الطاهر التمسماني‎?; Marrakech, 10 settembre 1980) è un ex pugile marocchino.

## Palmarès
- Olimpiadi

Sydney 2000: bronzo nei pesi piuma.
- Africani - Dilettanti

Yaoundé 2003: oro nei pesi leggeri.